# Akirako Hishiki
Akirako Hishiki, född 14 april 1960 i Tokyo, Japan, är en japansk översättare som översätter från svenska..
Hishiki är dotter till den japanske juristen Shohachiro Hishiki, forskare i svensk juridik och hedersdoktor vid Uppsala universitet. Från Sverige skickade fadern Hishiki de svenska barnböcker som hon läste som barn.
Efter examen från Keiouniversitetet i Tokyo studerade Hishiki svenska i Uppsala. Hon har översatt mer än 100 barn- och ungdomsböcker från svenska till japanska och tilldelades 2009 Nordstjärneorden för sina insatser.

## Översättningar i urval
- Rirran to neko (Kattresan), Ivar Arosenius, Fukuinkan Shoten, april 1993
- Nakanaide, Kuma-kun (En björnberättelse), Ann-Madeleine Gelotte, Tokuma Shoten, oktober 1995
- Dōshite na no? (Varför då?) Anna-Clara Tidholm, Holp Shuppan, juni 1997
- Eren no purezento (Blommor från Ellen), Catarina Kruusval, Bunka Shuppankyoku, augusti 1997

- Onee-chan wa tenshi (Min syster är en ängel), Ulf Stark, Holp Shuppan, september 1997
- Bōshi no ouchi (Hattstugan), Elsa Beskow, Fukuinkan Shoten, maj 2001
- Petteru to Rotta no bōken (Petter och Lotta på äventyr), Elsa Beskow, Fukuinkan Shoten, september 2001
- Petteru to Rotta no kurisumasu (Petter och Lottas jul) Elsa Beskow, Fukuinkan Shoten, oktober 2001
- Midori-obasan, Chairo-obasan, Murasaki-obasan (Tant Grön, tant Brun och tant Gredelin) Elsa Beskow, Fukuinkan Shoten, september 2001
- Umi no shima - Sutefi to Nerri no monogatari (En ö i havet), Annika Thor, Shinjuku Shobo, juni 2006

- Nirusu no fushigi na tabi (Nils Holgerssons underbara resa genom Sverige), Selma Lagerlöf, Fukuinkan Shoten, 2007
- Nagakutsushita no Pippi (Pippi Långstrump), Astrid Lindgren, Iwanami Shoten, oktober 2007

- Boku no kawaii osaru-chan (Min lilla apa), Ulf Nilsson, Iwanami Shoten, april 2010